# 国力

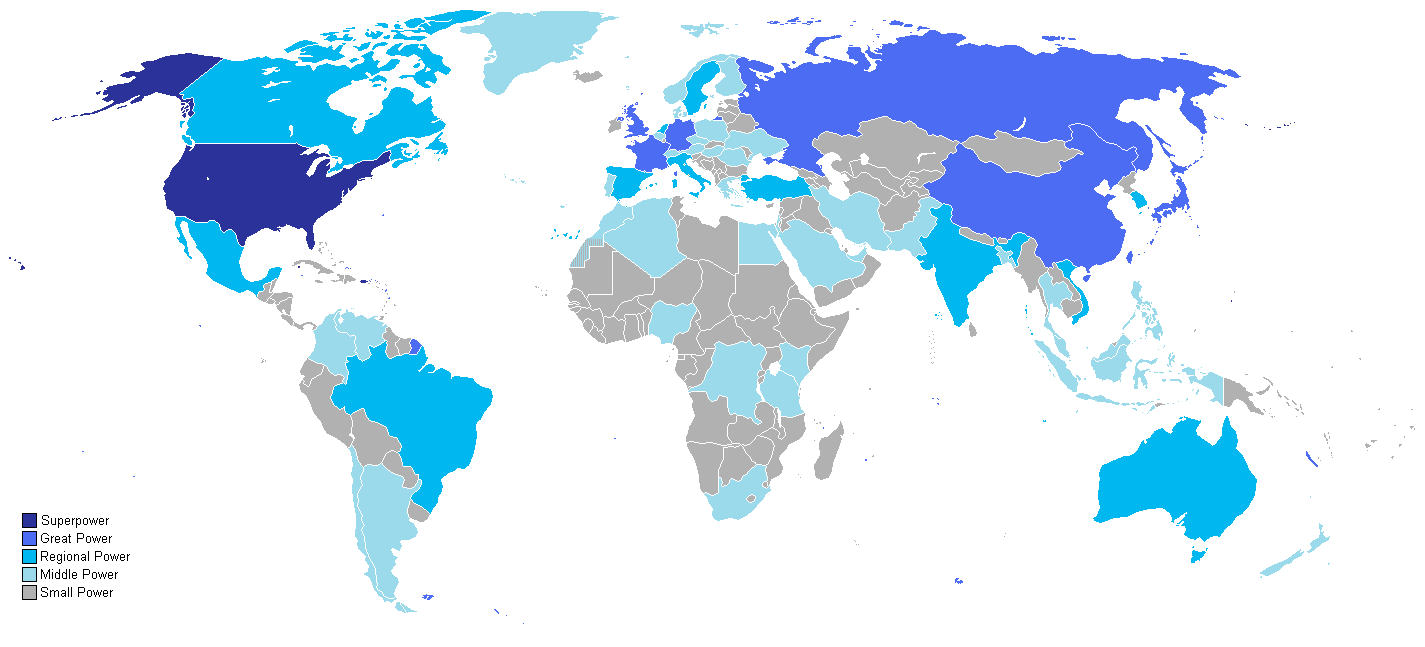
主に超大国とみなされる国
主に大国とみなされる国
主に地域大国とみなされる国
主に中級国家とみなされる国

国力（こくりょく）は、国際関係においてある国家がもつ様々な力の総体。

## 概要
国際社会において、全ての国は国際法的に平等ではあるものの、実際のところ、国民・政治・経済・軍事・科学・技術・文化・情報などの能力と影響力は各国ごとに異なっている。ゆえに、ある国のそのような要素を総合的に捉えるとき、それを「国力」として定義することができる。ある国の国際的地位はその国力によって変化し、国力が特に高い国は、国際社会において大国として大きな存在感を示す。
モンゴル帝国のような陸上における軍事的覇権によるものから、ヴェネツィアやオランダ海上帝国のような海軍力によるもの、第二次世界大戦後の日本のような純粋な経済力によるものなど、国力を上げる方法は多様であり、また、国力の評価基準とその指標は時代や論客によって異なる。二十一世紀の現代において、多くの識者がその国力が高いと評価する国（列強）としては、国際連合安全保障理事会の常任理事国であり五大国とも言われるアメリカ合衆国、英国、フランス共和国、中華人民共和国、ロシア連邦に加え、戦後に経済大国としてその頭角を現した日本国とドイツ連邦共和国が代表的である。特に、米国は唯一の超大国と見なされ、経済や軍事など幅広い分野において世界トップクラスの影響力を有している。

## 定義
国力、力（power）の概念は政治学において重要であり、政治的関係の複雑性とも関連することから、その定義は長らく論争の対象となってきた。ロバート・ダールは「Aの働きがなければBは行わなかったであろうということをBに行わせる限りにおいては、AはBに対して力を持つ」と定義し、タルコット・パーソンズは「政治において正当化された一般的交換機能を発揮するもの」と、ケネス・E・ボールディングは「欲するものを得る能力」と、ニコラス・スパイクマンは「説得、買い入れ、交換、強制などの手段で人を動かす力」と、チャーズル・キンドルバーガーは「強力さとそれを効果的に用いる能力」と、それぞれ定義している。ただし、近年においては、国力の構成要素は軍事力だけではなく、前述の通り国力とはあくまでも様々な力の集大成なのだと一般的に理解されている。

## 国力の諸要素
国力の諸要素とは、国家のために利活用することが可能なあらゆる手段のことである。以下、主要なものを列挙する。

### 領域
領域は国力の地理的・経済的な側面を構成する。地理的な側面として、位置・面積・地形・気候・植生などが国力に影響する。例えば、海洋との相対的な位置関係は各国家を大陸国家と海洋国家とに大別し、交通や貿易の発展、文化交流の可能性、軍事的な安全性、海洋資源の利用などに影響する。広大な領土は一般的に有利であり、軍事的に防衛しやすい他、土地は経済活動の基盤であり、戦略資源の産出地を多く確保することもできる。ただし、地勢や水域によって分断された領土をもつ場合は、戦力運用の上で防衛の困難が生じてくる。領土の形は緊縮型、伸長型、分断型に分類され、領土が狭く細い場合には安全保障上の危険性が高まり、経済的な発展も制約される。また、気候は国民の生活や戦略産業に大きな影響を与え、特に、寒冷地においては農業や交通を阻害することさえある。これらを研究する科学の分野として地政学が存在する。

### 国民
国家システムを構成する人的な要素として国民がある。まず人口はその国の国土と関係し、軍事・経済・技術などほぼ全ての分野において影響する。クラインによると人口規模が1500万人以下の国は労働力人口の面から考えて国力に劣り、大国の勢力下に入らざるを得ない。また歴史的に人口増減は国力増減と相関関係にあると見られている。また人口規模だけでなく人口構成も大きな問題であり、青年・壮年の比率が高ければ就労人口も多く、経済規模や軍隊規模の拡大に有利である。ただし量的な観点だけでなく、国民の質的な要素も大きく、教育水準が高くなければ高度に近代化された軍事力・技術力・経済力を維持することができない。また国民性や民族の統一性という要素も含まれて考えられなければいけない。

### 軍事力
軍事力は現代の国際システムにおいて唯一の力ではなくなったものの、軍事力は国力の重大な柱の一つであり続けている。軍事力を主に構成する軍隊の戦闘能力は兵員数、兵器の性能、兵站基盤などの量的な要素と、軍事戦略、部隊編制、訓練度、士気、リーダーシップ、情報などの質的な要素を総合して考慮しなければならない。クノールは第一に軍事力を整備された軍隊、第二に軍事的な潜在力、第三に軍事力に対する国民的な性行、の三つから構成されるとし、第一と第二の要素は経済力と関係していると指摘した。（軍事力を参照）

### 経済力
国力としての経済力とは国家の経済的な能力または国富そのものであり、経済戦を遂行する能力として考えられる。これは国内総生産、食糧自給、労働力人口などの経済基盤に基づいた戦略産業の構成、戦略資源の分量、外貨準備、自国通貨の信頼性などから構成される。経済力の指標としてはGNP、GDP、エネルギー生産消費量、国民1人当たりのGNP比率などで示されるが、これら指標が高い国が大国であるとは限らず、資本主義経済においては民間の企業によって経済活動が行われており、政府とは直接的な関係があるわけではない。また国力の機能の一側面である「対立的関係においてでも自国の意思を実現する能力」を考えた場合、経済力は国際社会に影響力を発揮できても実質的な強制力がなく、危機的な状況や戦時においては無力化される。それ故に経済大国とは真の意味で大国ではない。ただし軍事力は経済基盤の上に成り立っているため、高度な経済力は国力の育成にとって欠かせない。

### 技術力
技術力はその国の科学技術がもたらす各種能力であり、経済発展・成長に大きく影響する。また軍事力の質を向上させるためには欠かせない力である。他国を圧倒する技術力はそれ自体が優位となりうるため、科学技術を海外に移転することが規制されることもある。例えば冷戦期においてアメリカは輸出管理法第五条及び第六条において安全保障の観点から技術の輸出規制を設けた。国力要素としては経済力の一部と見る場合もあるが、その独立性した性格から分離して認識される。また教育はこの技術力を維持するためになくてはならない要素であると考えられている。

## 指標
国力の伝統的な指標として、ジョージタウン大学のレイ・クライン教授は国力を軍事力や経済力などが合理的に組み合わさったものであるとして、各種要素を数値化し、次のような方程式を考案した。
国力＝((基本指標:人口＋領土)＋経済力＋軍事力)×(戦略目的＋国家意思)
またコックスとジャコブソンは国力をGNP、1人当たりのGNP、人口、核戦力、国際的威信に指標化した式を考案した。
国力＝GNP＋一人当たりのGNP＋人口＋核戦力＋国際的威信
ただし国力は多くの質的要素も含んでおり、加えて国力は平時と戦時においても異なり、国際法による軍事力行使への制限強化、外交交渉技術などの流動的な要素もあり、それら全てが数値化されない限り国力の客観的な測定は不可能である。そのためクラインの方程式を見直した国力概念を唱えるものも多い。ただしハンス・モーゲンソウは国力評価において以下のような指摘をしている。(1)特定の国民の力を絶対視して相対性を無視すること。(2)過去に重大な役割にあった要素を永久のものであると考え、その変動を無視すること。(3)特定の要員を決定的なものであると考え、その他の要因を無視すること。